# 葛飾郵便局
葛飾郵便局（かつしかゆうびんきょく）は東京都葛飾区にある郵便局。民営化前の分類では集配普通郵便局であった。

## 概要
住所：〒124-8799 東京都葛飾区四つ木2-28-1

### 併設施設
- ゆうちょ銀行葛飾店（本店葛飾出張所）：取扱店番号013160

## 沿革
- 1932年（昭和7年）11月16日 - 葛飾区下千葉町935に二等郵便局として旧南綾瀬町役場の建物を使用して開局[1][2]。
- 1938年（昭和13年）2月6日 - 葛飾区下千葉町から同区本田町272に移転[3][2]。
- 1996年（平成8年）7月1日 - 外国通貨の両替および旅行小切手の売買に関する業務取扱を開始[4]。
- 2007年（平成19年）10月1日 - 民営化に伴い、併設された郵便事業葛飾支店、ゆうちょ銀行葛飾店に一部業務を移管。
- 2012年（平成24年）10月1日 - 日本郵便株式会社発足に伴い、郵便事業葛飾支店を葛飾郵便局に統合。

## 取扱内容

### 葛飾郵便局
- 郵便、印紙、ゆうパック、内容証明
- 生命保険、バイク自賠責保険、自動車保険
- 葛飾区内の一部地域（〒124-xxxx）の集配業務
- ゆうゆう窓口

### ゆうちょ銀行葛飾店
- 貯金、貸付、為替、振替、振込、国際送金、外貨両替、国債、投資信託、変額年金保険
- ATM

## 周辺
- 葛飾警察署
- イトーヨーカドー四つ木店
- 国道6号（水戸街道）
- 荒川
- 綾瀬川
- 中川

## アクセス
- 京成押上線 四ツ木駅・京成立石駅からいずれも徒歩約12分。（両駅のほぼ中間に位置する）
- 京成バス 葛飾郵便局停留所下車
- 首都高中央環状線 四つ木出入口から東へ約800m
- 駐車場あり：5台